# Stefan Bidner

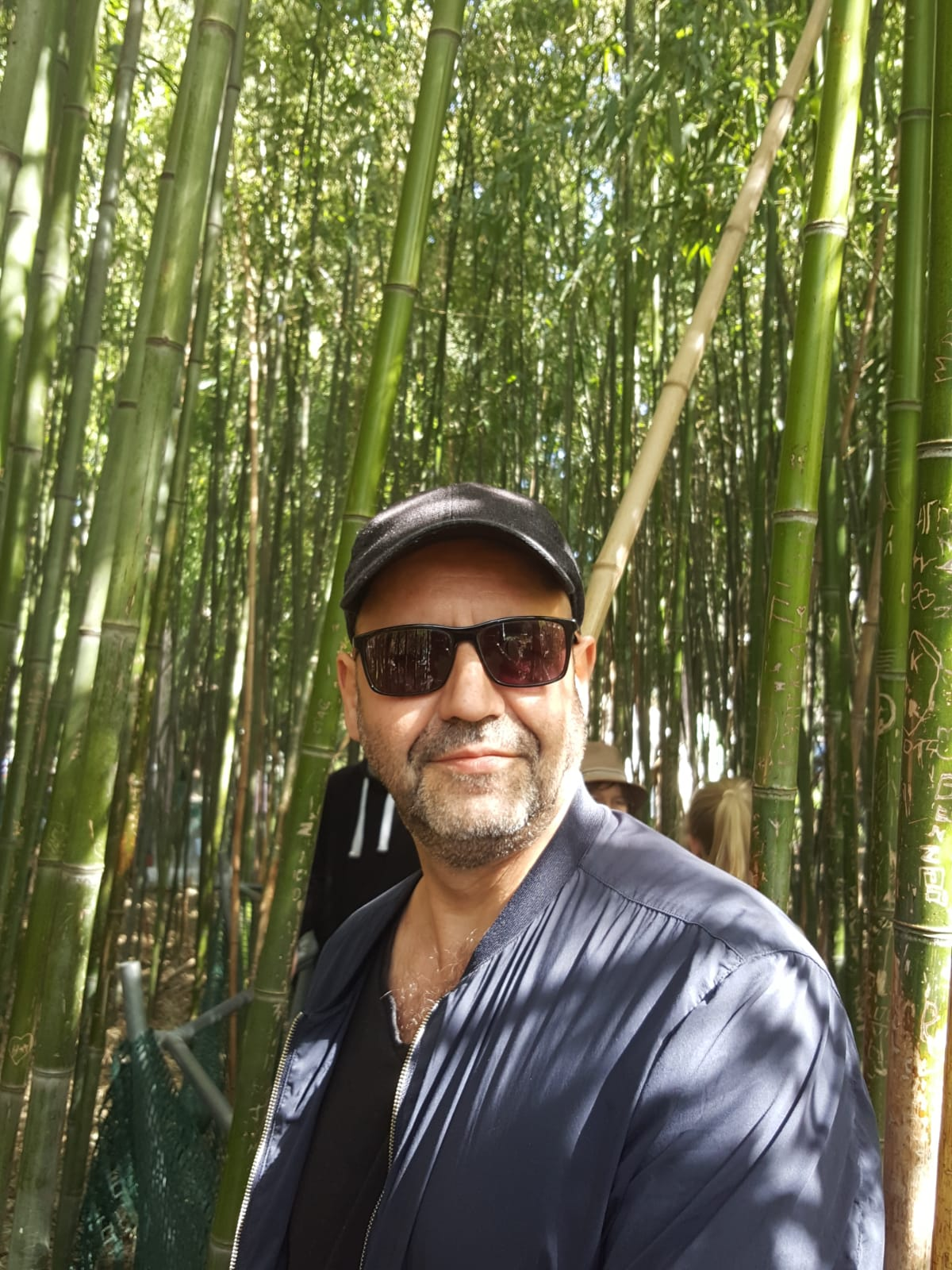
Stefan Bidner 2018

Stefan Bidner (* 9. Februar 1966 in Innsbruck) ist ein österreichischer Ausstellungsmacher. Er ist Mitbegründer und künstlerisch verantwortlich für die Kunstmesse Parallel Vienna, Mitbetreiber der Wiener Art Foundation, Betreiber des Ausstellungsraums „Büro Weltausstellung“ und Herausgeber zahlreicher kunstbezogener Publikationen.

## Leben
1994 gründete Bidner zusammen mit Thomas Feuerstein den „Verein Medien. Kunst. Tirol“, der sich dem Schwerpunkt „Intermediale Kommunikationstransfäre“ widmete. Neben seiner kuratorischen Tätigkeit assistierte er Künstlern, darunter Peter Kogler und Hans Weigand. Von 2004 bis 2010 verantwortete er als Leiter die Institution Kunstraum Innsbruck. Seit 2013 ist er Mitbetreiber der Wiener Art Foundation, die drei voneinander unabhängige Ausstellungsräume in Wien betreibt. Bidner ist seither für einen davon, das „Büro Weltausstellung“, verantwortlich.
Nach Bidners Namensgebung wurde im Jahr 2013, zusammen mit Daniel Haider und Max Lust, die „Parallel Vienna“ ins Leben gerufen, eine alternative Messe zur zeitgenössischen Kunst in Österreich. Die Parallel Vienna wurde 2015 zu einer GmbH und gehört seit 2018 mit etwa 500 Künstlern und über 18.000 Besuchern zu den größten Kunstmessen Österreichs.

## Ausstellungen (Auswahl)

### Verein Medien. Kunst. Tirol
- 1993: "o.T.", Heimo Zobernig, Ausstellungsraum der Geisteswissenschaftlichen Fakultät der Universität Innsbruck, Innsbruck
- 1995: "Duft", Geisteswissenschaftliches Institut der Universität Innsbruck, Innsbruck[7]
- 1995/1996: „Diskurs der Systeme (z. B.): Kunst als Schnittstellenmultiplikator“, Ausstellungs- und Vortragsreihe an der Universität Innsbruck mit Markus Brüderlin, Petra Coronato, Karel Dudesek, Heinz Gappmayr, Armin Medosch, Christiane Schneider, Ferdinand Schmatz, Heimo Zobernig u. a., Innsbruck
- 2002: "Plus ultra, Jenseits der Moderne?”, mit Cosima von Bonin, Paul McCarthy, Ayse Erkmann, Dorit Margreiter, John Miller, Richard Jackson, Raymond Pettibon, Jason Rhoades u. a., Innsbruck[8]

### Kunstraum Innsbruck
- 2005: "Pension Isabela”, Herbert Fuchs, Innsbruck
- 2006: “Not me but you, not now but later”, Dan Perjovschi, Innsbruck
- 2006: “Disziplin der Subjektivität”, Erwin Wurm, Innsbruck
- 2006: “Portraits und Wurst 2006”, Marcus Geiger, Innsbruck
- 2007: “Buggelpiste” - John Bock, Innsbruck
- 2007: “Soufflé – eine Massenausstellung”, Franz West, Innsbruck
- 2007: "Totale Neutralität", Jonathan Meese, Innsbruck
- 2008: “Der König wohnt in mir”, Christoph Schlingensief, Innsbruck
- 2008: “Gelitin – Egger Grubisic Quehenberger”, Innsbruck
- 2008: “Diva”, Gerwald Rockenschaub, Innsbruck
- 2009: Amelie von Wulffen, Innsbruck
- 2009: “... my time is not your time”, Tobias Rehberger, Innsbruck
- 2009: “das Gesunde Werden”, Christian Jankowski, Innsbruck
- 2009: "11 Settembre", Stafano Cagol, Innsbruck
- 2009: "Aoyama Space", Carsten Nicolai, Innsbruck
- 2010: “Renaissance der leeren Hand”, Ulrich Hakel, Andy Hope 1930, Olaf Metzel, Innsbruck
- 2010: "The Magic Mountain”, Björn Dahlem, Innsbruck
- 2010: „N.U.M.B UND DU AUCH ...“, Thomas Feuerstein, Flatz, Franz Graf, Innsbruck
- 2010: "Cradle to Cradle”, Atelier van Lieshout, Innsbruck

### Wiener Belvedere
- 2010: Marko Lulic – "Museum of Revolution", Wien[9]

### Wiener Art Foundation
- 2011: "original funktional", mit über 100 in Wien lebenden Künstlern in den ehemaligen Räumen der Bawag Foundation mit einem umfangreichen Begleitprogramm, Wien
- 2011–2013: “Studio Mühlgasse”, acht Einzel und zwei Gruppenausstellungen mit Hélène van Duijne, Martin Grandits, Christine Kofler, Tobi Lintl, Michi Lukas, Leni Michl, Johann Neumeister, Panos Papadopoulos, Rade Petrasevic, Christian Rosa, Alex Ruthner, Ninuka Sakandelidze, Björn Segschneider, Nino Stelzl, Lilli Thießen, Wien
- 2012: "INKLUSION EAST – EUROPEAN ARTISTS BASED IN VIENNA", mit Anna Ceeh, Anna Jermolaewa, Kris Lemsalu, Lazar Lyutakov, Milan Mladenovic, Marina Naprushkina, Dominika Orzol, Begi Pralishvili, Maximilian Pramatarov, Nino Sakandelidze, Tamuna Sirbiladze, Tatia Skhirtladze, Iv Toshain, Sophie Thun, Sanja Velickovic und Dorota Walentynowicz im Kunstraum am Schauplatz, Wien
- 2013: Ausstellungsreihe "ARCHIV #1 - #3" im Büro Weltausstellung und Kunstraum am Schauplatz, Wien   "Archiv #1", Elke Silvia Krystufek, "HARMONIE 20 Neuauflage"  "Archiv #2", Heimo Zobernig  "Archiv #3", Marcus Geiger
- 2013: Ausstellungsreihe "DIN 55943* #1 - #6" – Die junge Malerszene Wien stellt internationale Positionen zur Disposition, Wien   "DIN 55943* #1", „Teenagerweisheit“, Alexander Ruthner & Lutz Braun    "DIN 55943* #2", „30 Jahre Lebenslüge“, Judith Rohrmoser & Sophia Süssmilch    "DIN 55943* #3", Michi Lukas & Jim Thorell    "DIN 55943* #4", „Dickicht“ Katherina Olschbaur & Matthias Buch    "DIN 55943* #5", Mario Grubisic & Natasa Berk    "DIN 55943* #6", Rade Petrasevic & Theresa Reusch
- 2014: “POSTWEST 1 – Wurst Wust West” mit Franz West, Mike Bouchet, Marcus Geiger, Gelatin, Martin Grandits, Richard Hoeck / John Miller, Jakob Lena Knebl, Sarah Lucas, Paul Mccarthy, Otto Muehl, Begi Piralishvili, Jason Rhoades, Ninuka Sakandelidze, Marianne Vlaschits, Erwin Wurm in Wien
- 2015: “COLOR VALUE VIENNA #1” mit Franz Graf, Martin Grandits, Olivia Kaiser, Suse Krawagna, Michi Lukas, Katherina Olschbaur, Panos Papadopoulos, Rade Petrasevic, Alexander Ruthner, Nino Sakandelidze, Björn Segschneider, Lilli Thießen, Walter Vopava in Wien
- 2016: “REVUE – 3 JAHRE BÜRO WELTAUSSTELLUNG”, Wien
- 2016: "Bruno Gironcoli & Begi Guggenheim, Wien
- 2016: Erwin Wurm “Grüner Veltliner”, Wien
- 2017: WIENER ART FOUNDATION in Athens - groupshow "MOI NON-MOI" OR "CARRYING OWLS TO ATHENS"   Ausstellungsort: Athens, 77B Kallirrois Avenue, 11745 Athens, Greece  kuratiert von Amer Abbas und Stefan Bidner    mit Werken von: Irini Athanassakis, Stefanie Binder, Cäcilia Brown, Thomas Feuerstein, Andreas Fogarasi, Marcus Geiger, Sophie Gogl, Franz Graf, Martin Grandits, Begi Guggenheim, Ilse Haider, Stelios Karamonolis, Victor Lizana, Anastasios Logothetis, Michael Lukas, Marko Lulic, Constantin Luser, Albert Mayr, Christoph Meier, Johann Neumeister, Katherina Olschbaur, Panos Papadopoulos, Natasha Papadopoulou, Parastu, Rade Petrasevic, Hans Werner Poschauko, Christian Rosa, Corinne L. Rusch, Alex Ruthner, Nino Sakandelidze, Hans Schabus, Toni Schmale, Johannes Schweiger, Björn Segschneider, Nino Stelzl, Sofia Stevi, Stefania Strouza, Philipp Timischl, Jannis Varelas, Kerstin von Gabain, Astrid Wagner, Franz West, Erwin Wurm
- 2017: “WORKS ON PAPER.” Female austrian drawings mit Arbeiten von Judith Fegerl, Karin Ferrari, Kerstin von Gabain, Sara Glaxia, Sophie Gogl, Flora Hauser, Maria Lassnig, Ulrike Lienbacher, Katherina Olschbaur, Claudia Plank, Nino Sakandelidze, Marianne Vlaschits in Wien
- 2017: "Boy's dont Cry" mit Werken und Installationen von Christian Eisenberger, Marcus Geiger, Franz Graf, Begi Guggenheim, Michi Lukas, Constantin Luser, Johann Neumeister, Panos Papadopoulos, Rade Petrasevic, Christian Rosa, Alex Ruthner, Hans Weigand, Herwig Weiser, Erwin Wurm in Wien
- 2018: “Zeichnung / Drawing #8”: Hermann Nitsch – Zeichnungen 1956–2017, anlässlich des 80sten Geburtstages von Hermann Nitsch, Wien
- 2018: Ausstellungsreihe “SPEED”: im Wochentakt des Monats April wurden vier zeitgenössische Kunstpositionen im Speed-Dating-Verfahren präsentiert. Zur jeweiligen Eröffnung fand ein Artist-Talk zwischen den Künstlern und Stefan Bidner statt. Weiters haben die Künstler zu den Ausstellungen Multiples geschaffen:  Christian Eisenberger – Skulpturenpark  Rade Petrasevic – Based on a true story  Martin Grandits  Panos Papadopoulos – Painting yourself into corners
- 2018: Franz Graf – „We don't talk to strangers“, Wien
- “SALONBEUSCHEL”, groupshow mit Werken von: Albert Mayr, Alex Ruthner, Andy Hope, Begi Guggenheim, Björn Segschneider, Christian Eisenberger, Constantin Luser, Corinne L. Rusch, Crystin Moritz, Dagmar Kestner, Elfie Semotan, Erwin Wurm, Franz West, Hans Schabus, Hermann Nitsch, Herwig Weiser, Irina Gavrich, Johann Neumeister, Josip Novosel, Julia Rublow, Katherina Olschbaur, Kerstin von Gabain, Marcus Geiger, Mario Grubisic, Martin Grandits, Michi Lukas, Norbert Brunner Lienz, Oswald Oberhuber, Panos Papadopoulos, Parastu, Rade Petrasevic, Sofia Stevi, Sophie Gogl, Thomas Feuerstein u. a. m. in Wien

## Publikationen
- "Diskurs der Systeme (z. B.): Kunst als Schnittstellenmulitplikator" (Zusammen mit Christoph Bertsch, Thomas Feuerstein, Ernst Trawöger), Triton-Verlag, Wien, 1997, ISBN 3-901310-39-8
- "LIFE/BOAT", Raymond Pettibon, Jason Rhoades, Hans Weigand (Hg.: Stefan Bidner, Thomas Feuerstein), CD-Rom mit Heft, Verlag der Buchhandlung Walther König, Köln 2001, ISBN 978-3883755366
- "Sample Minds. Materialien zur Samplingkultur" (Zusammen mit Thomas Feuerstein), Verlag der Buchhandlung Walther König, Köln, 2004, ISBN 978-3883757872
- "PLUS ULTRA. Jenseits der Moderne?/Beyond Modernity?" (Zusammen mit Thomas Feuerstein), Revolver Verlag, Archiv für aktuelle Kunst, Frankfurt am Main, 2005, ISBN 978-3-86442-258-4
- Erwin Wurm – "The ridiculous life of a serious man – the serious life of a ridiculous man" – Künstlerbuch, Verlag der Buchhandlung Walther König, Köln, 2006, ISBN 978-3-86560-120-9
- Heimo Zobernig – "Display" – Künstlerbuch, Verlag der Buchhandlung Walther König, Köln, 2006, ISBN 978-3-86560-116-2
- Dan Perjovschi – "My world your Kunstraum" Künstlerbuch, Verlag der Buchhandlung Walther König, Köln, 2006, ISBN 3-86560-069-7
- "Der Soziographische Blick. The sociographic view", Verlag der Buchhandlung Walther König, Köln, 2006, ISBN 978-3-86560-121-6
- Ulrich Wulffs "Niveaualarm Katalog", Verlag Heckler und Koch, Events, Berlin, 2007
- "CA. 1000m2 Tiroler Kunst im Kaufhaus Tyrol", Skarabaeus Verlag Innsbruck-Bozen-Wien, 2007, ISBN 978-3-7082-3223-2
- Jonathan Meese – "Totale Neutralität" – Künstlerbuch mit DVD, Verlag der Buchhandlung Walther König, Köln, 2008, ISBN 978-3-86560-506-1
- Michael Riedel – "Gedruckte und nicht gedruckte Poster (2003-08)" – Künstlerbuch, Verlag der Buchhandlung Walther König, Köln, 2008, ISBN 978-3-86560-381-4
- Monica Bonvicini – "Cut" – Künstlerbuch, Verlag der Buchhandlung Walther König, Köln, 2008, ISBN 978-3865603784
- Franz West – "Soufflé. Eine Massenausstellung", Verlag der Buchhandlung Walther König, Köln, 2008, ISBN 978-3-86560-379-1
- Philipp Quehenberger – "Soufflage", 12' Maxi-Vinyl, Taliban Records für den Kunstraum Innsbruck, 2008
- "Fresh Trips: Contemporary Art Aspects" (Zusammen mit Roland Maurmair), Folio Verlag, Wien / Bozen, 2009, ISBN 978-3-85256-507-1
- Amelie von Wulffen – "Bitte keine heiße Asche einfüllen", Künstlerbuch, Verlag der Buchhandlung Walther König, Köln, 2010, ISBN 978-3-86560-758-4
- "Kunstverein Innsbruck 2004–2010", Verlag der Buchhandlung Walther König, Köln, 2011, ISBN 978-3-86335-029-1